# Open Nederlandse kampioenschappen kortebaanzwemmen 2021
De Open Nederlandse kampioenschappen kortebaanzwemmen 2021 werden gehouden van 3 tot en met 5 december 2021 in het Hofbad in Den Haag.

## Programma
| S | Series | Goud | Finale |

| Ochtendsessie | 08:30 | Avondsessie | 17:00 |

| Onderdeel         | December | December | December | December | December | December |
| Onderdeel         | 3        | 3        | 4        | 4        | 5        | 5        |
| ----------------- | -------- | -------- | -------- | -------- | -------- | -------- |
| 50m vrije slag    |          |          |          |          | S        | Goud     |
| 100m vrije slag   | S        | Goud     |          |          |          |          |
| 200m vrije slag   |          |          | S        | Goud     |          |          |
| 400m vrije slag   |          |          |          |          | S        | Goud     |
| 800m vrije slag   |          | Goud     |          |          |          |          |
| 1500m vrije slag  | Goud     | Goud     | Goud     | Goud     |          |          |
| 50m rugslag       |          |          | S        | Goud     |          |          |
| 100m rugslag      | S        | Goud     |          |          |          |          |
| 200m rugslag      |          |          |          |          | S        | Goud     |
| 50m schoolslag    | S        | Goud     |          |          |          |          |
| 100m schoolslag   |          |          |          |          | S        | Goud     |
| 200m schoolslag   |          |          | S        | Goud     |          |          |
| 50m vlinderslag   |          |          |          |          | S        | Goud     |
| 100m vlinderslag  |          |          | S        | Goud     |          |          |
| 200m vlinderslag  | S        | Goud     |          |          |          |          |
| 100m wisselslag   |          |          |          |          | S        | Goud     |
| 200m wisselslag   | S        | Goud     |          |          |          |          |
| 400m wisselslag   |          |          | S        | Goud     |          |          |
| 4x100m vrije slag |          |          |          |          | Goud     | Goud     |
| 4x200m vrije slag | Goud     | Goud     |          |          |          |          |
| 4x100m wisselslag |          |          | Goud     | Goud     |          |          |
| Totaal            | 7        | 7        | 7        | 7        | 7        | 7        |

| Onderdeel         | December | December | December | December | December | December |
| Onderdeel         | 3        | 3        | 4        | 4        | 5        | 5        |
| ----------------- | -------- | -------- | -------- | -------- | -------- | -------- |
| 50m vrije slag    | S        | Goud     |          |          |          |          |
| 100m vrije slag   |          |          | S        | Goud     |          |          |
| 200m vrije slag   |          |          |          |          | S        | Goud     |
| 400m vrije slag   |          |          | S        | Goud     |          |          |
| 800m vrije slag   | Goud     | Goud     |          |          |          |          |
| 1500m vrije slag  |          |          |          |          |          | Goud     |
| 50m rugslag       |          |          |          |          | S        | Goud     |
| 100m rugslag      |          |          | S        | Goud     |          |          |
| 200m rugslag      | S        | Goud     |          |          |          |          |
| 50m schoolslag    |          |          | S        | Goud     |          |          |
| 100m schoolslag   |          |          |          |          | S        | Goud     |
| 200m schoolslag   | S        | Goud     |          |          |          |          |
| 50m vlinderslag   | S        | Goud     |          |          |          |          |
| 100m vlinderslag  |          |          |          |          | S        | Goud     |
| 200m vlinderslag  |          |          | S        | Goud     |          |          |
| 100m wisselslag   | S        | Goud     |          |          |          |          |
| 200m wisselslag   |          |          | S        | Goud     |          |          |
| 400m wisselslag   |          |          |          |          | S        | Goud     |
| 4x100m vrije slag |          |          | Goud     | Goud     |          |          |
| 4x200m vrije slag | Goud     | Goud     |          |          |          |          |
| 4x100m wisselslag |          |          |          |          | Goud     | Goud     |
| Totaal            | 7        | 7        | 7        | 7        | 7        | 7        |

## Medailles
Legenda
- WR = Wereldrecord
- ER = Europees record
- NR = Nederlands record
- CR = Kampioenschapsrecord

### Mannen
| Onderdeel            | Goud                                                                      | Goud     | Zilver                                                                           | Zilver   | Brons                                                                   | Brons    |
| -------------------- | ------------------------------------------------------------------------- | -------- | -------------------------------------------------------------------------------- | -------- | ----------------------------------------------------------------------- | -------- |
| Vrije slag           |                                                                           |          |                                                                                  |          |                                                                         |          |
| 50 m                 | Thom de Boer De Dolfijn                                                   | 20,99    | Thomas Verhoeven Rijnhaeghe (SG)                                                 | 21,84    | Jesse van der A De Dolfijn                                              | 22,08    |
| 100 m                | Stan Pijnenburg PSV                                                       | 46,57    | Luc Kroon Ed-Vo                                                                  | 47,24    | Sean Niewold Rijnhaeghe (SG)                                            | 48,70    |
| 200 m                | Luc Kroon Ed-Vo                                                           | 1.43,37  | Maarten Brzoskowski PSV                                                          | 1.44,07  | Stan Pijnenburg PSV                                                     | 1.44,30  |
| 400 m                | Maarten Brzoskowski PSV                                                   | 3.43,98  | Lucas Peters Nextline Swimming                                                   | 3.48,87  | Tim Hoogerwerf De Dolfijn                                               | 3.48,99  |
| 800 m                | Maarten Brzoskowski PSV                                                   | 7.45,00  | Lucas Peters Nextline Swimming                                                   | 7.53,56  | Merlin Belmon ZPC Amersfoort                                            | 7.58,21  |
| 1500 m               | Lucas Peters Nextline Swimming                                            | 15.00,54 | Merlin Belmon ZPC Amersfoort                                                     | 15.12,00 | Efe Öngören Blue Marlins (SG)                                           | 15.49,13 |
| Rugslag              |                                                                           |          |                                                                                  |          |                                                                         |          |
| 50 m                 | Stan Pijnenburg PSV                                                       | 24,46    | Ensger Kotterink Rijnhaeghe (SG)                                                 | 24,55    | Maquinho Vorst De Dinkel                                                | 25,09    |
| 100 m                | Ensger Kotterink Rijnhaeghe (SG)                                          | 53,36    | Austin Namesnik ZPC Amersfoort                                                   | 53,66    | Jari Groenhart DZ&PC                                                    | 53,89    |
| 200 m                | Thomas Jansen Rijnhaeghe (SG)                                             | 1.56,38  | Dennis Kamps De Dinkel                                                           | 1.57,30  | Jari Groenhart DZ&PC                                                    | 1.58,32  |
| Schoolslag           |                                                                           |          |                                                                                  |          |                                                                         |          |
| 50 m                 | Arno Kamminga De Dolfijn                                                  | 26,04    | Kasper Leeuw ZPC Amersfoort                                                      | 27,01    | Tim Korstanje Aqua Novio '94                                            | 27,61    |
| 100 m                | Kasper Leeuw ZPC Amersfoort                                               | 59,35    | Noah de Schryver De Dolfijn                                                      | 59,86    | Ivo Kroes Azuro                                                         | 59,97    |
| 200 m                | Arno Kamminga De Dolfijn                                                  | 2.02,81  | Noah de Schryver De Dolfijn                                                      | 2.08,80  | Ivo Kroes Azuro                                                         | 2.09,34  |
| Vlinderslag          |                                                                           |          |                                                                                  |          |                                                                         |          |
| 50 m                 |                                                                           |          |                                                                                  |          |                                                                         |          |
| 100 m                | Thomas Verhoeven Rijnhaeghe (SG)                                          | 51,67    | Sean Niewold Rijnhaeghe (SG)                                                     | 52,68    | Tim Korstanje Aqua Novio '94                                            | 53,04    |
| 200 m                | Tim Hoogerwerf De Dolfijn                                                 | 1.57,39  | Thomas Jansen Rijnhaeghe (SG)                                                    | 1.58,03  | Niels de Boer Hellas-Glana                                              | 1.59,56  |
| Wisselslag           |                                                                           |          |                                                                                  |          |                                                                         |          |
| 100 m                | Ensger Kotterink Rijnhaeghe (SG)                                          | 54,56    | Nikhom Westphal Rijnhaeghe (SG)                                                  | 55,20    | Lucas Greven Hellas-Glana                                               | 55,63    |
| 200 m                | Jari Groenhart DZ&PC                                                      | 2.00,72  | Thomas Jansen Rijnhaeghe (SG)                                                    | 2.00,96  | Ensger Kotterink Rijnhaeghe (SG)                                        | 2.01,14  |
| 400 m                | Thomas Jansen Rijnhaeghe (SG)                                             | 4.13,64  | Jari Groenhart DZ&PC                                                             | 4.18,59  | Lars Verhalle PSV                                                       | 4.24,60  |
| Vrije slag estafette |                                                                           |          |                                                                                  |          |                                                                         |          |
| 4x100 m              | De Dolfijn 1 Tim Hoogerwerf Jesse van der A Jens Krijgsman Thom de Boer   | 3.14,06  | Rijnhaeghe (SG) 1 Ensger Kotterink Thomas Verhoeven Perry Laarhoven Sean Niewold | 3.16,01  | ZPC Amersfoort 1 Rijk Heere Merlin Belmon Simon Claasen Austin Namesnik | 3.18,06  |
| 4x200 m              | De Dolfijn 1 Tim Hoogerwerf Bart Sommeling Joep Hoogerwerf Mathys Goosen  | 7.18,53  | PSV 1 Maarten Brzoskowski Lars Verhalle Luuk van Rooij Stan Pijnenburg           | 7.21,19  | De Dinkel 1 Maquinho Vorst Karst Boersma Luuk Bos Dennis Kamps          | 7.29,77  |
| Wisselslagestafette  |                                                                           |          |                                                                                  |          |                                                                         |          |
| 4x100 m              | De Dolfijn 1 Joep Hoogerwerf Ties Elzerman Tim Hoogerwerf Jesse van der A | 3.35,09  | Rijnhaeghe (SG) 1 Ensger Kotterink Perry Laarhoven Thomas Verhoeven Sean Niewold | 3.35,89  | PSV 1 Luuk van Rooij Steijn Louter Maarten Brzoskowski Stan Pijnenburg  | 3.36,35  |

### Vrouwen
| Onderdeel            | Goud                                                                           | Goud     | Zilver                                                                          | Zilver   | Brons                                                                  | Brons    |
| -------------------- | ------------------------------------------------------------------------------ | -------- | ------------------------------------------------------------------------------- | -------- | ---------------------------------------------------------------------- | -------- |
| Vrije slag           |                                                                                |          |                                                                                 |          |                                                                        |          |
| 50 m                 | Tessa Giele Rijnhaeghe (SG)                                                    | 24,35    | Tamara van Vliet De Dolfijn                                                     | 25,07    | Sam van Nunen PSV                                                      | 25,19    |
| 100 m                | Imani de Jong De Dolfijn                                                       | 54,68    | Sam van Nunen PSV                                                               | 54,78    | Elise Hardeman ZPC Amersfoort                                          | 55,09    |
| 200 m                | Imani de Jong De Dolfijn                                                       | 1.57,02  | Silke Holkenborg VZC                                                            | 1.57,59  | Janna van Kooten DZ&PC                                                 | 1.57,60  |
| 400 m                | Imani de Jong De Dolfijn                                                       | 4.06,98  | Silke Holkenborg VZC                                                            | 4.10,01  | Janna van Kooten DZ&PC                                                 | 4.10,71  |
| 800 m                | Imani de Jong De Dolfijn                                                       | 8.30,22  | Janna van Kooten DZ&PC                                                          | 8.41,06  | Marte Hieke van der Kamp ZV Orca                                       | 8.59,76  |
| 1500 m               | Megan Jonkman Blue Marlins (SG)                                                | 16.58,28 | Marte Hieke van der Kamp ZV Orca                                                | 17.10,03 | Merel Schravendijk Blue Marlins (SG)                                   | 17.20,33 |
| Rugslag              |                                                                                |          |                                                                                 |          |                                                                        |          |
| 50 m                 | Tessa Giele Rijnhaeghe (SG)                                                    | 27,16    | Josien Wijkhuijs ZV Orca                                                        | 27,53    | Britta Koehorst Rijnhaeghe (SG)                                        | 28,16    |
| 100 m                | Josien Wijkhuijs ZV Orca                                                       | 58,93    | Tessa Vermeulen De Dolfijn                                                      | 59,66    | Elise Tanis De Dolfijn                                                 | 59,99    |
| 200 m                | Tessa Vermeulen De Dolfijn                                                     | 2.07,26  | Lotte Hosper ZV Racing Club                                                     | 2.09,00  | Lieke Oude Lenferink WS Twente                                         | 2.11,05  |
| Schoolslag           |                                                                                |          |                                                                                 |          |                                                                        |          |
| 50 m                 | Rosey Metz Rijnhaeghe (SG)                                                     | 29,69    | Anne Louise Palmans Rijnhaeghe (SG)                                             | 30,59    | Anna van Droffelaar PSV                                                | 31,58    |
| 100 m                | Anne Louise Palmans Rijnhaeghe (SG)                                            | 1.07,18  | Madelijne Schothans De Dinkel                                                   | 1.07,65  | Lynn Blommers Blue Marlins (SG)                                        | 1.08,67  |
| 200 m                | Rosey Metz Rijnhaeghe (SG)                                                     | 2.25,73  | Madelijne Schothans De Dinkel                                                   | 2.28,18  | Kim Jansen van Galen PSV                                               | 2.29,52  |
| Vlinderslag          |                                                                                |          |                                                                                 |          |                                                                        |          |
| 50 m                 | Tessa Giele Rijnhaeghe (SG)                                                    | 26,17    | Kinge Zandringa De Dolfijn                                                      | 26,55    | Josien Wijkhuijs ZV Orca                                               | 26,65    |
| 100 m                | Tessa Giele Rijnhaeghe (SG)                                                    | 58,14    | Josien Wijkhuijs ZV Orca                                                        | 59,87    | Lotte Hosper ZV Racing Club                                            | 1.00,22  |
| 200 m                | Tessa Giele Rijnhaeghe (SG)                                                    | 2.09,48  | Lotte Hosper ZV Racing Club                                                     | 2.10,22  | Alinda Dingshoff ZPC Hoogeveen                                         | 2.12,05  |
| Wisselslag           |                                                                                |          |                                                                                 |          |                                                                        |          |
| 100 m                | Marrit Steenbergen PSV                                                         | 59,11    | Marjolein Delno VZC                                                             | 1.01,37  | Britta Koehorst Rijnhaeghe (SG)                                        | 1.01,54  |
| 200 m                | Silke Holkenborg VZC                                                           | 2.13,16  | Marjolein Delno VZC                                                             | 2.13,37  | Anna van Droffelaar PSV                                                | 2.15,35  |
| 400 m                | Lotte Hosper ZV Racing Club                                                    | 4.41,89  | Alinda Dingshoff ZPC Hoogeveen                                                  | 4.52,56  | Merel Schravendijk Blue Marlins (SG)                                   | 4.57,20  |
| Vrije slag estafette |                                                                                |          |                                                                                 |          |                                                                        |          |
| 4x100 m              | Rijnhaeghe (SG) Tessa Giele Milou van Wijk Anne Louise Palmans Britta Koehorst | 3.40,10  | De Dolfijn 1 Imani de Jong Femke Hoppenbrouwer Tamara van Vliet Tessa Vermeulen | 3.41,09  | PSV 1 Sterre Hendriks Anna van Droffelaar Nienke Jonk Sam van Nunen    | 3.44,55  |
| 4x200 m              | VZC 1 Femke Spiering Kirsten Verhalle Marjolein Delno Silke Holkenborg         | 8.02,82  | De Dolfijn 1 Tessa Vermeulen Serena Stel Tamara Grove Femke Hoppenbrouwer       | 8.04,38  | PSV 1 Sam van Nunen Janne Slegers Anna van Droffelaar Manon Ritten     | 8.19,49  |
| Wisselslagestafette  |                                                                                |          |                                                                                 |          |                                                                        |          |
| 4x100 m              | Rijnhaeghe (SG) Milou van Wijk Rosey Metz Tessa Giele Britta Koehorst          | 4.02,50  | De Dolfijn 1 Tessa Vermeulen Isa Salvadore Elise Tanis Imani de Jong            | 4.07,33  | VZC 1 Silke Holkenborg Marjolein Delno Femke Spiering Kirsten Verhalle | 4.08,07  |